# Environment and Planning
Environment and Planning（エンヴァイロメント・アンド・プランニング、環境と計画）は、5種類で構成される学術雑誌である。「学際的」であると評されるが、特に空間に焦点が当てられ、人文地理学的である。人文地理学のほか、経済学、社会学、政治学、都市計画、建築学、生態学、カルチュラル・スタディーズの研究者の関心をも集める。
Environment and Planningを構成する5誌は以下の通り。
- Environment and Planning A：1969年に創刊したEnvironment and Planningの元の雑誌。都市と地域の問題を掲載する[1]。初代編集長のアラン・G・ウィルソン（英語版）の意向により、計量モデルに重点を置く[2]。1970年代と比べて1980年代に掲載論文の被引用率が大幅に伸び、雑誌の相対的な位置は地理学の雑誌の外縁部から中心部に移動した[3]。イギリスの地理学者にとって4番目によく引用する雑誌である[4]。
- Environment and Planning B: Planning and Design：1974年に建造環境、都市計画、政策に注目させるために導入された[5]。
- Environment and Planning C: Government and Policy：1983年にもう一度政策問題に焦点を当て、より広いスケールで議論するために導入された。特に、政策立案における非政府組織のような市民社会組織の介入に着目する[6]。
- Environment and Planning D: Society and Space：Society and Space（ソサイエティ・アンド・スペース、社会と空間）として1979年に創刊し、1983年にEnvironment and Planningシリーズに取り込まれた。当初は人文地理学の雑誌であったが、現在では地理学、カルチュラル・スタディーズ、経済学、人類学、社会学、政治学、国際関係、文芸評論、建築学、都市計画、歴史学、女性学、美術史、哲学まで視野を広げている[7]。社会理論に関心がある研究者による、やや専門誌寄りの雑誌である[8]。
- Environment and Planning E: Nature and Space：2018年に創刊され、自然と社会の問題に着目している[9]。

2001年のイギリスのResearch Assessment Exerciseでは、大多数の地理学者はEnvironment and Planning AとEnvironment and Planning Dの記事から出題した。